# Linichthys laticeps
Linichthys laticeps är en fiskart som först beskrevs av Lin och Zhang, 1986.  Linichthys laticeps ingår i släktet Linichthys och familjen karpfiskar. Inga underarter finns listade i Catalogue of Life.